# Kazede

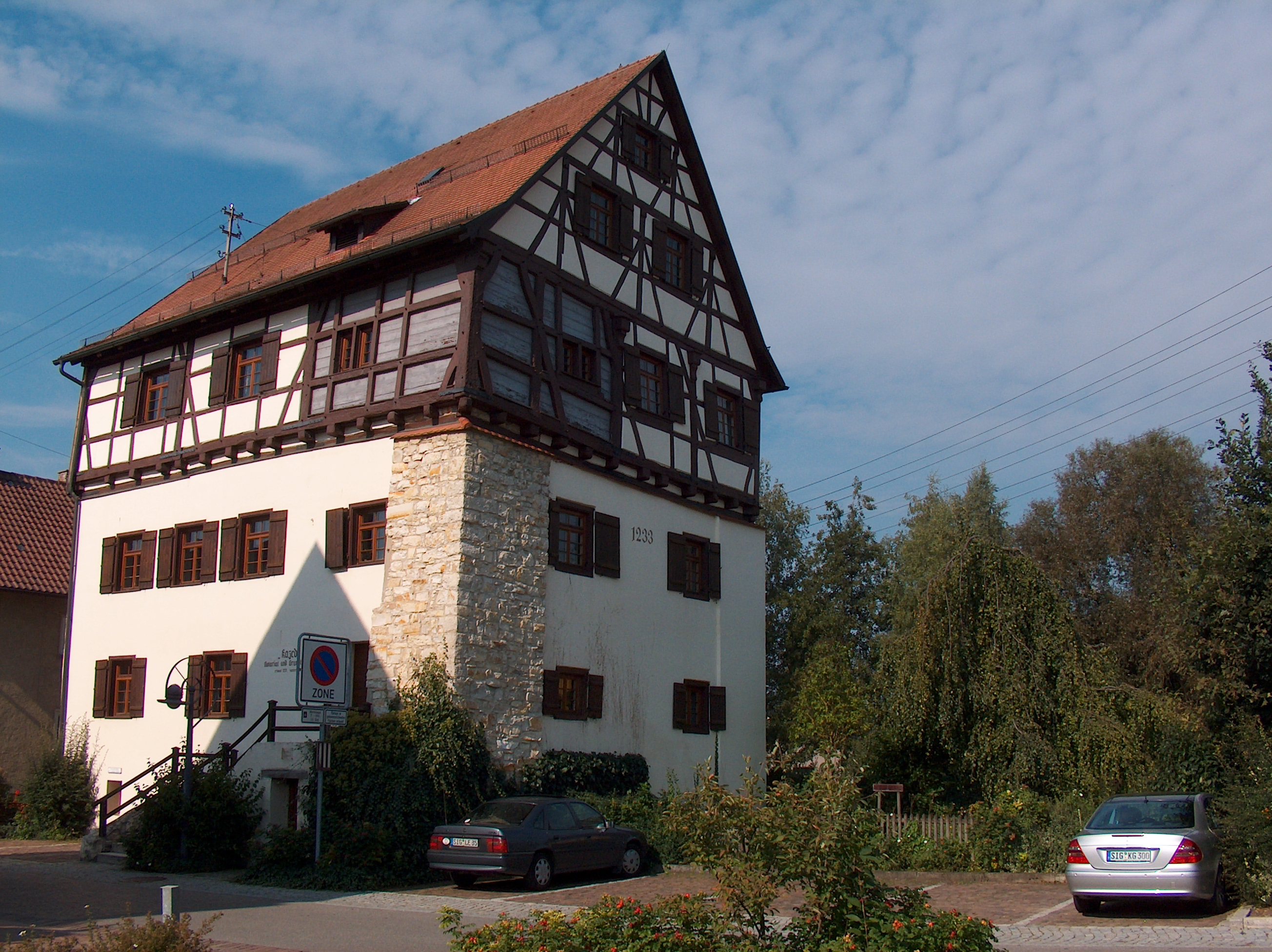
Die Kazede im Jahr 2005

Die Kazede (auch Katzede oder Haus Katzed) ist das älteste erhaltene Gebäude der Stadt Mengen in Baden-Württemberg. Das Haus in der Wasserstraße 4 stammt in Teilen aus dem Jahr 1233, in der heutigen Form besteht es seit 1510. Es steht unter Denkmalschutz. Die Kazede ist der nordöstliche Eckpunkt der ehemaligen und in Teilen noch erhaltenen Stadtmauer Mengens. Es handelt sich um einen dreigeschossigen Wohnturm mit Fachwerkobergeschoss.

## Geschichte
Als Herrenhaus war die Kazede eines der zentralen Gebäude der historischen Altstadt von Mengen. Ursprünglich war das Gebäude über eine Treppe mit dem sogenannten Wendelstein, einem alten römischen Wachtturm, der um 1770 vermutlich wegen Baufälligkeit abgerissen wurde, verbunden. Der Wendelstein war über viele Jahre das Stadtgefängnis Mengens. Vom Wort Karzer für Kerker könnte sich möglicherweise der Begriff Kazede ableiten.

## Nutzung
Bis zur Notariatsreform am 1. Januar 2018 war das Notariat der Stadt Mengen in der Kazede untergebracht. Nach verschiedenen Überlegungen zur weiteren Nutzung oder zum Verkauf des Gebäudes, fasste der Gemeinderat der Stadt im März 2020 den Beschluss, das Gebäude künftig als Verwaltungssitz der Stadtwerke Mengen zu nutzen. Ende April 2021 zogen die Stadtwerke nach Abschluss der ca. 450.000 Euro teuren Sanierung dort ein.